# Pehenukai
| p | H | n · D54 | w | D28 | A52 |

| p | H | n · D54 | w | D28 | A52 |

Pehenukai fue un chaty del faraón Neferirkara, de la quinta dinastía egipcia. 
Sucedió a Uash-Ptah que ocupaba esta función al comienzo del reinado de Neferirkara, heredando un puesto de gran responsabilidad en el reino, primer personaje del Estado después del faraón, ya que está a la cabeza de la administración y es el primer magistrado del reino. Se encargaba también de organizar las expediciones hacia el Sinaí y otras regiones con las cuales Egipto negociaba y dirigía las grandes obras del reino, como el de la nueva pirámide real construida en la llanura de Abusir, al norte de Saqqara.
Entre los numerosos títulos que llevaba se destacarán, en particular, los de Jefe del Doble Granero, Jefe del Doble Tesoro y Director de los lugares de las ofrendas, funciones que le colocan a la cabeza de la administración del Tesoro y de la administración fiscal del país.
También era Jefe de todos los trabajos del Rey, o sea el arquitecto real, Jefe de las escrituras del Rey y de los secretos de las palabras del Rey, es decir, secretario particular del soberano. Ocupaba también funciones religiosas como la de sacerdote puro en la pirámide de Userkaf (2479 a 2471 a. C.), el fundador de la dinastía.

## Sepultura
Se descubrió e identificó su tumba en la necrópolis de Saqqara durante la expedición prusiana dirigida por Karl Richard Lepsius. En ella se encontró una falsa puerta (estela) con los títulos y funciones de Pehenukai, y numerosos relieves decorativos con la gran finura y riqueza iconográfica característica del período.
Así el chaty hace representar las escenas típicas de las mastabas de la época, como su gestión en el cargo, procesiones de portadores de ofrendas (que personifican las tierras adjuntas al culto funerario del ministro) y escenas de navegación cuya organización simbólica se puso a punto para los templos funerarios reales, y que se han encontrado fragmentadas en las ruinas de esos edificios. En esta mastaba están casi intactas y, aunque no aparecen tan bien desarrolladas como sus modelos reales, nos transmiten un testimonio de primer orden sobre la decoración de los monumentos funerarios oficiales de la corte en este periodo.